# Потидея (канал)
Потидея (греч. Διώρυγα Ποτίδαιας) — судоходный канал в Греции, прорытый в самом узком месте перешейка полуострова Касандра, севернее города Неа-Потидея. Соединяет заливы Термаикос и Касандра Эгейского моря. Протяженность канала составляет 1250 м, ширина — 40 м. Наибольшая глубина канала 5,5 м.

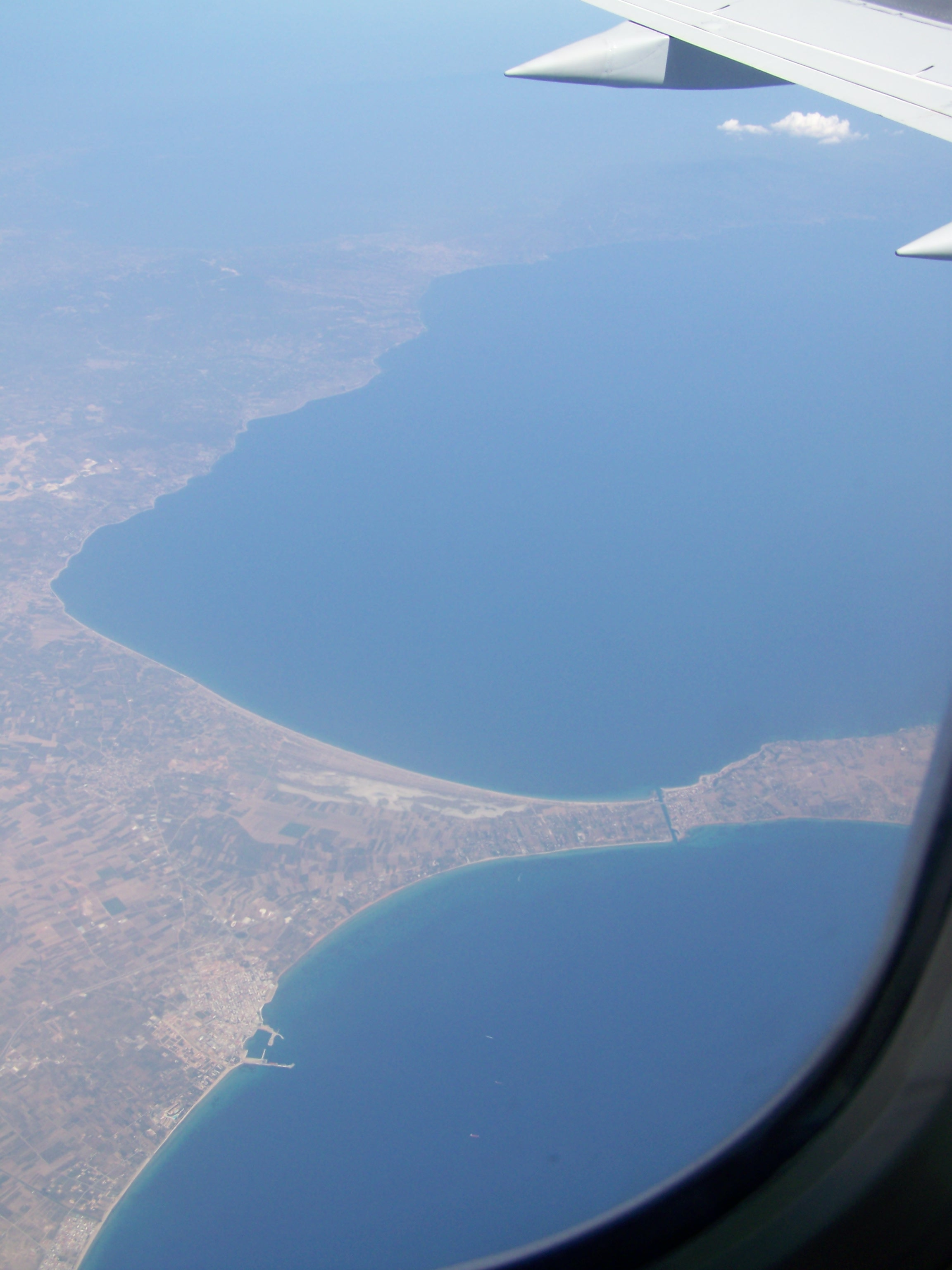
Вид на канал с воздуха

Упоминается Страбоном в I веке. Канал был прорыт через перешеек полуострова Паллена (ныне Касандра) длиной 5 стадий. Южнее на перешейке был расположен основанный коринфянами город Потидея, разрушенный в 346 году до н. э. македонским царём Филиппом. В 316 году до н. э. македонским царём Кассандром основан город Кассандрия (др.-греч. Κασσάνδρεια). Морской путь вокруг полуострова составлял по Страбону 570 стадий.

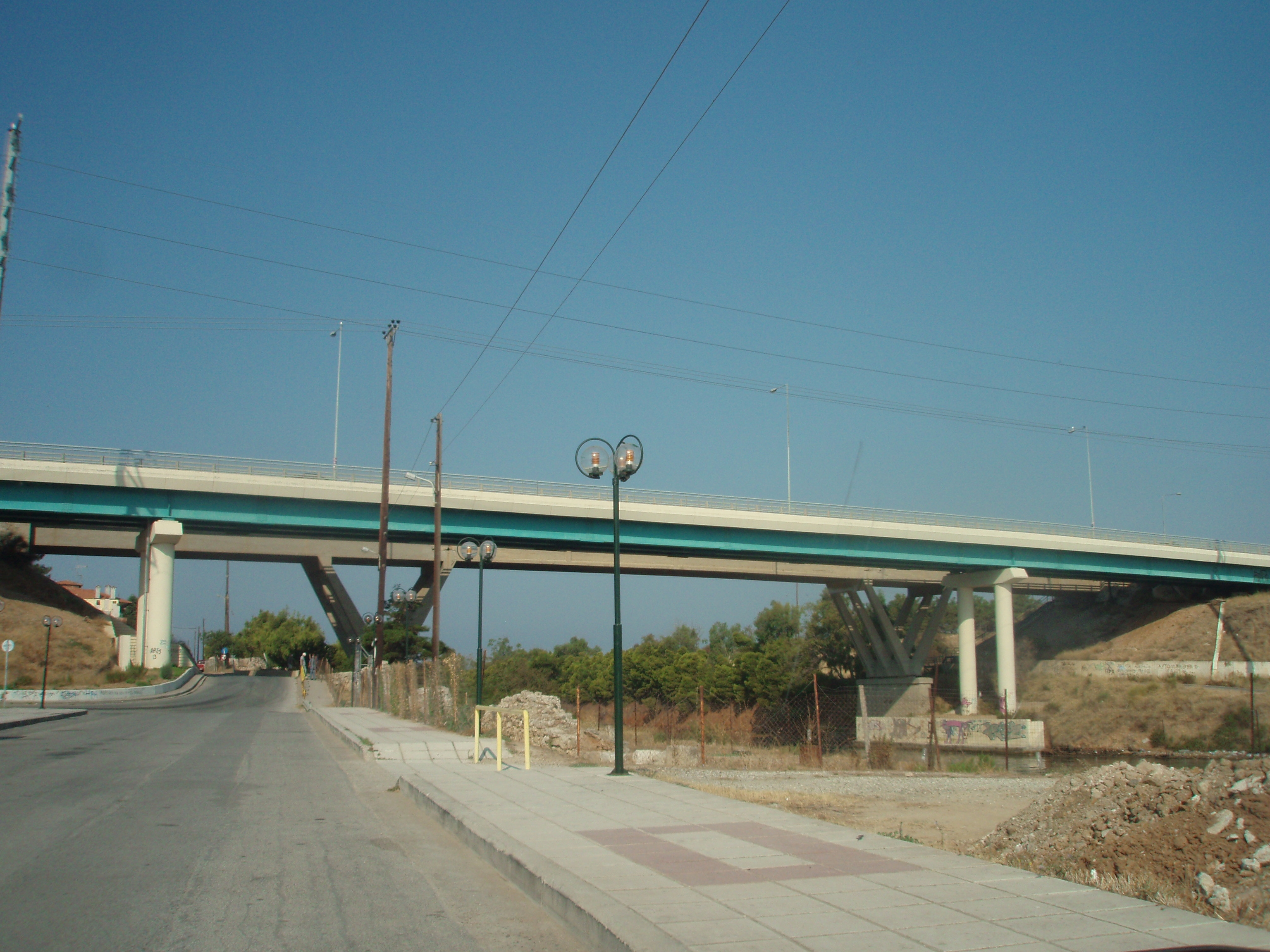
Автомобильный мост в Неа-Потидее через канал

Современный судоходный канал был прорыт в 1935—1937 годах. Через канал существовало паромное сообщение. В 1970 году был открыт через канал автомобильный мост в Неа-Потидее, в 2001 году параллельно ему открыт новый мост.